# Bruno Groenendaal
Thomas Maria Groenendaal, kloosternaam Bruno Groenendaal (Schiedam, 20 september 1902 – Brugge, 1 augustus 1998), was een Nederlands kunstschilder en tekenaar. Hij was vanaf 1928 monnik in de Brugse Sint-Andriesabdij.

## Levensloop
De Nederlander Groenendaal was een leerling van Jan Toorop. Hij sloot aan bij de Pelgrimbeweging en nam deel aan de grote tentoonstelling die deze groep in 1927 organiseerde. Hij was er, samen met Eugeen Yoors, een van de revelaties van. Hij sloot er vriendschap met Felix Timmermans. Het jaar daarop trad hij in bij de benedictijnen van de Sint-Andriesabdij in Brugge.
Voor 1927 heeft hij onder meer volgende werken geproduceerd:
- 'Sint-Bernardus', op hout geschilderd (sacristie van de abdij van Bornem).
- 'Sint-Franciscus, Christusspiegel van Alverna'.
- 'Ste-Catharina van Siena', vereerster van Jezus' Bloed'.
- 'S.-Liduina van Schiedam', patroonheilige van zijn geboortestad.
- ‘Theresia van Avila, schrijvend haar Kasteel der Ziel’.
- 'H. Drieëenheid', voorstudie van een wandschildering. Het ontwerp werd door de liturgische commissie van het bisdom Haarlem afgekeurd met de motivering dat men niet mocht trachten God te schilderen, tenzij in symbolen.

## Monnik
Na zijn intrede was hij vooral betrokken bij de illustraties en lay-out van de godsdienstige uitgaven van zijn abdij, meer bepaald van de missalen van dom Gaspard Lefevbre. Vanaf 1953 werden de missalen in een frisser kleedje gestoken, en dit was het werk van Groenendaal. Hij illustreerde ook de publicaties van vertaalde Bijbelteksten door kanunnik E. Osty.
Hij werkte ook als architect. Zo vernieuwde hij in 1966 het koor van de Sint-Baafskerk in Sint-Andries. Het koor werd een halve meter verhoogd en de vloer bekleed met travertin-marmer. Een nieuw tabernakel werd geplaatst, werk van Roger Bonduel.

## Publicatie
- Moeder Jeanne de Saint-Matthieu Deleloë, Brugge, 1978.